# Michael Wilson (Politiker)

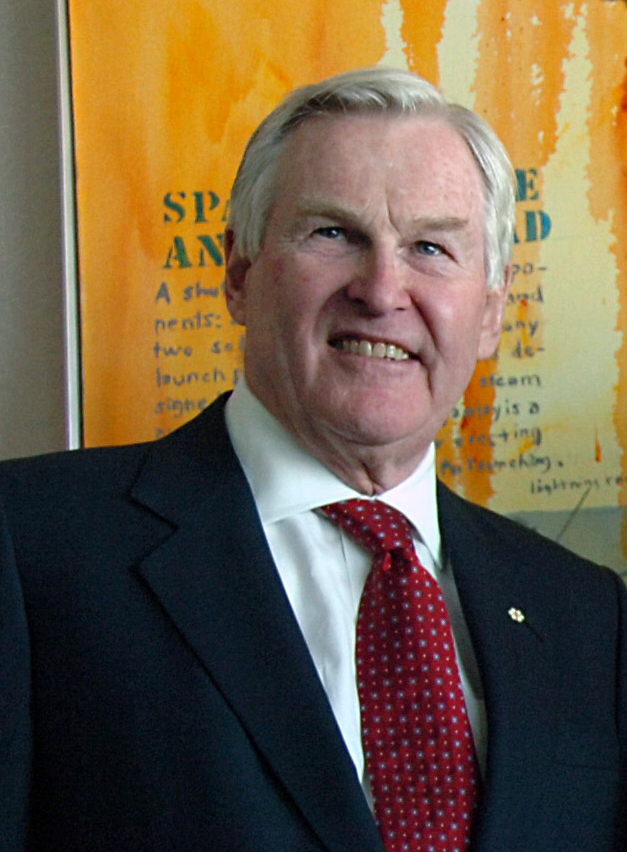
Michael Wilson

Michael Holcombe Wilson PC CC (* 4. November 1937 in Toronto, Ontario; † 10. Februar 2019) war ein kanadischer Rechtsanwalt und Politiker der Progressiv-konservativen Partei (PC), der mehr als 14 Jahre lang Mitglied des Unterhauses war. Zwischen 1979 und 1980 war er Staatsminister im 21. kanadischen Kabinett von Premierminister Joe Clark. Später war er von 1984 bis 1993 Minister verschiedener Ressorts im 24. Kabinett Kanadas von Premierminister Brian Mulroney sowie zwischen 2006 und 2009 Botschafter in den USA. 

## Leben

### Investmentmakler, Unterhausabgeordneter und Staatsminister im Kabinett Clark
Wilson absolvierte nach dem Besuch des Upper Canada College (UCC) ein Studium der Handelsbetriebslehre am Trinity College der University of Toronto, das er mit einem Bachelor of Commerce (B.Comm.) beendete. Er war danach als Investmentmakler in der Bay Street tätig, dem Finanzdienstleistungszentrum Torontos und letztlich Kanadas.
Seine politische Laufbahn begann Wilson, als er als Kandidat der Progressiv-konservativen Partei (PC) bei der Wahl vom 22. Mai 1979 erstmals zum Abgeordneten in das Unterhaus gewählt wurde und in diesem bis zum 24. Oktober 1993 mehr als vierzehn Jahre lang den Wahlkreis Etobicoke Centre vertrat. Am 4. Juni 1979 wurde er von Premierminister Joe Clark als Staatsminister mit der besonderen Verantwortung für internationalen Handel in das 21. Kabinett Kanadas berufen, dem er bis zum Ende von Clarks Amtszeit am 2. März 1980 angehörte.
Nach der Wahlniederlage bei der Unterhauswahl vom 18. Februar 1980 fungierte Wilson zwischen April und Dezember 1980 als Sprecher der PC-Fraktion für Industrie, Handel und Gewerbe sowie danach von Dezember 1980 bis zum 8. September 1981 als Sprecher der Opposition für Energie, ehe er zwischen dem 9. September 1981 und März 1983 finanzpolitischer Sprecher der PC-Fraktion war. Danach war er von 1983 bis 1984 sowohl erneut Sprecher der Opposition für Industrie, Handel und Gewerbe als auch Fraktionssprecher für wirtschaftliche und regionale Entwicklung.

### Kandidatur für den Parteivorsitz und Bundesminister im Kabinett Mulroney
Nach dem Rücktritt von Joe Clark als Vorsitzender der Progressiv-konservativen Partei (PC) am 19. Februar 1983 und dem Ende der Übergangszeit des geschäftsführenden Parteivorsitzenden Erik Nielsen kandidierte Wilson auf dem Parteitag am 11. Juni 1983 für das Amt des Vorsitzenden der PC, unterlag aber letztlich Brian Mulroney.
Nach dem Wahlsieg der Progressiv-konservativen Partei bei der Unterhauswahl vom 4. September 1984 wurde Wilson am 17. September 1984 von Premierminister Brian Mulroney zum Finanzminister im 24. kanadischen Kabinett ernannt und bekleidete dieses Amt bis zum 20. April 1991. Während dieser Zeit war er vom 17. September 1984 bis zum 19. April 1988 Vize-Vorsitzender des Kabinettsausschusses für den Schatzamtsausschuss sowie zugleich zwischen dem 4. Juli 1986 und dem 19. April 1988 Vize-Vorsitzender des Kabinetts-Unterausschusses für Prioritäten und Planungen von Handelsvereinbarungen. Anschließend fungierte er zwischen dem 22. April 1988 und dem 20. April 1991 als Vize-Vorsitzender des Kabinettsausschusses für Handelsverwaltung.
Nach einer Kabinettsumbildung wurde Wilson, der von Juli 1986 bis Juni 1993 Regionalminister für Ontario war, am 21. April 1991 von Premierminister Mulroney zum Minister für Industrie, Wissenschaft und Technologie sowie zugleich zum Minister für internationalen Handel ernannt und bekleidete diese Ministerämter bis zum Ende von Mulroneys Amtszeit am 24. Juni 1993. Gleichzeitig war er zwischen dem 21. April 1991 und dem 3. Januar 1993 auch Vorsitzender des Kabinettsausschusses für Wirtschafts- und Handelspolitik.

### Botschafter in den USA und Hochschulkanzler
Nach seinem Ausscheiden aus Regierung und Unterhaus war Wilson wieder als Investmentmakler sowie als Wirtschaftsmanager für verschiedene Unternehmen wie UBS tätig. Für seine langjährigen Verdienste wurde Wilson am 30. Oktober 2003 zum Officer des Order of Canada ernannt. Danach war er von 2003 als Nachfolger von John C. Bothwell bis zu seiner Ablösung durch William Graham Kanzler des Trinity College der University of Toronto.
Am 13. März 2006 wurde er Nachfolger des früheren Premierministers von New Brunswick, Frank McKenna, als Botschafter in den USA. Auf diesem diplomatischen Spitzenposten verblieb er bis zum 19. Oktober 2009 und wurde dann von Gary Doer abgelöst, der bisher Premierminister von Manitoba war. 2012 wurde Wilson, der am 6. Mai 2010 auch Companion des Order of Canada wurde, als Nachfolger von David Peterson Kanzler der University of Toronto.